# Cerera (mitologija)
V stari rimski religiji je bila Cerera (latinsko Cerēs) boginja kmetijstva, žitnih pridelkov, rodovitnosti in materinskih odnosov. Prvotno je bila osrednje božanstvo v tako imenovanem plebejski ali aventinski triadi v Rimu, nato pa je bila par s hčerko Prozerpino v tem, kar so Rimljani označili za grški obred Cerere. Njen sedemdnevni aprilski festival Cerealia je vključeval priljubljene Ludi Ceriales (Cererine igre). Čaščena je bila tudi v majski lustraciji polj na festivalu Ambarvalia, v času žetve ter med rimskimi porokami in pogrebi.
Cerera je edina od številnih rimskih kmetijskih božanstev, ki je uvrščena med Dii Consentes, rimski ekvivalent dvanajstim olimpskim bogovom grške mitologije. Rimljani so jo videli kot vzporednico grške boginje Demetre, katere mitologija je bila za Cerero v rimski umetnosti in literaturi znova interpretirana.

## Etimologija in izvor
Ime Cerēs izvira iz pra-italskega *kerēs (z zrnom, Ceres), navsezadnje iz proto-indoevropskega *ḱerh₃-os (prehrana), izpeljanke korena *ḱerh₃-, kar pomeni 'hraniti'.
Starodavni rimski etimologi so mislili, da je cere izhajalo iz latinskega glagola gerere, 'roditi,  rojevati', ker je bila boginja povezana s pastirsko, kmetijsko in človeško plodnostjo.

## Izvor
Arhaični kult Cerere je dobro razviden med sosedi Rima v kraljevskem obdobju, vključno s starodavnimi Latinci, Oski in Sabelijci, manj gotovo pa med Etruščani in Umbri. Arhaični fališčanski napis c. 600 pr. n. št. jo prosi, naj priskrbi far (pirino pšenico), ki je bila osnovno živilo sredozemskega sveta. V celotni rimski dobi je bilo Cererino ime sinonim za žito in s tem tudi za kruh.

## Kulti in kultne teme

### Kmetijska rodovitnost
Cereri so pripisovali odkritje pirine pšenice (latinsko far), vlečenje volov in oranje, setev, zaščito in hranjenje mladega semena ter kmetijstvo kot darilo človeštvu; pred tem je bilo rečeno, da se je človek prehranjeval z želodi in se potepal brez naselitve ali zakonov. Imela je moč gnojiti, množiti in saditi rastlinska in živalska semena, njeni zakoni in obredi pa so ščitili vse dejavnosti kmetijskega cikla. Januarja so Cereri v premičnih Feriae Sementivae darovali pirino pšenico in brejo svinjo, skupaj z zemeljsko boginjo Telus. To je bilo skoraj zagotovo pred letno setvijo žita. Božanski del žrtvovanja so bile drobovina (exta), ki so bile predstavljene v lončeni posodi (olla). V podeželskem kontekstu Katon Starejši opisuje Cererino daritev porca praecidanea (prašiča, darovanega pred setvijo). Pred žetvijo so ji darovali lastni vzorec zrna (praemetium). Ovid pravi, da se Cerera »zadovolji z malo, pod pogojem, da je daritev moralno neoporečna (Castus)«.
Glavni Cererin festival Cerealia je potekal od sredine do konca aprila. Organizirali so ga njeni plebejski edili in vključevali cirkuške igre (ludi circenses). Odprlo se je s konjsko dirko v Cirkusu Maximusu, katerega izhodišče je ležalo pod in nasproti njenega Aventinskega templja; obračališče na skrajnem koncu Cirkusa je bilo sveto za Konza, boga hrambe žita. Po dirki so v Cirkusu izpustili lisice, njihovi repe so zažgali s prižganimi baklami, morda za čiščenje rastočih pridelkov in zaščito pred boleznimi in škodljivci ali za dodajanje topline in vitalnosti njihovi rasti. Od približno 175 leta pred našim štetjem med 12. in 18. aprilom je Cerealia vključevala ludi scaenici (gledališke verske prireditve).

### Pomožni bogovi
V antiki je sacrum cereale -  duhovnik, verjetno Flamen Cerialis, poklical Cerero (in verjetno Telus) skupaj z dvanajstimi specializiranimi, manjšimi bogovi pomočniki, da bi si zagotovili božansko pomoč in zaščito na vsaki stopnji žitnega cikla, začenši tik pred Feriae Sementivae. [14] W. H. Roscher ta božanstva uvršča med indigitamenta, imena, ki se uporabljajo za priklic posebnih božjih funkcij.
- Vervactor, "Kdor orje"
- Reparator, "Kdor pripravlja zemljo"
- Imporcitor, "Kdor orje s široko brazdo" [13]
- Insitor, "Kdor seje"
- Obarator, "Tisti, ki izsledi prvo oranje"
- Occator, "Kdor brana"
- Serritor, "Kdor koplje"
- Subruncinator, "Kdor pleve"
- Messor, "Kdor žanje"
- Conuector (konvektor), "Kdor nosi žito"
- Conditor, "Kdor hrani žito"
- Promitor, "Kdor razdeli žito"

### Poroka, plodnost in prehrana ljudi
V rimskih poročnih procesijah je mlad fant nosil Cererino baklo, da je osvetlil pot; »najbolj ugoden les za poročne bakle je bil spina alba, glog, ki je obrodil veliko plodov in je torej simboliziral plodnost.«  Odrasli moški poročne zabave so čakali v ženinovi hiši. Poročno žrtvovanje je bilo v imenu neveste darovano Telus; svinja je bila najverjetnejša žrtev. Varro opisuje žrtvovanje prašiča kot »vreden znak poroke«, ker »naše ženske in predvsem dojilje« imenujejo ženske genitalije porcus (prašič). Spaeth (1996) verjame, da je bila Cerera morda vključena v žrtveno posvetilo, saj se tesno identificira s Telus in kot Cerera legifera (nosilka zakona) 'nosi zakone' zakonske zveze. V najbolj slovesni obliki poroke, confarreatio, sta nevesta in ženin delila torto iz pire, starodavne vrste pšenice, še posebej povezano s Cerero.
Od vsaj srednje republikanske dobe dalje je uradni, skupni kult Cerera in Prozerpina še okrepil povezanost Cerere z rimskimi ideali ženske kreposti. Spodbujanje tega kulta sovpada z porastom plebejskega plemstva, povečano nataliteto med plebejskimi prebivalci in padcem natalitete med patricijskimi družinami. Pozno republikanska Cerera Mater (mati Cerera) je opisana kot genetrix (potomka) in alma (negovalna); v zgodnji cesarski dobi postane cesarsko božanstvo in dobi skupni kult z Ops Augusta, Cererino lastno materjo v cesarskem obličju in sama po sebi velikodušna genetriks. Številni Cererini antični predhodniki so povezani s plodnostjo in materinstvom; pelignanska boginja Angitia Cerealis je bila identificirana z rimsko boginjo Angerono (povezano z rojstvom otroka).

## Miti in teologija
Kompleksni in večplastni izvor Aventinske triade in same Cerere je omogočil več interpretacij njunih odnosov; Cicero zatrjuje da je Cerera kot mater Liber in Libera, skladna z njeno vlogo materinskega božanstva. Varrova kompleksnejša teologija jo funkcionalno združuje s Telus, Terro, Venero (in s tem tudi Viktorijo) in z Libero kot ženskim vidikom Libera. Niso znani domači rimski miti o Cereri. Po interpretatio romana, s katerim so se rimska božanstva poistovetila s svojimi grškimi predhodniki, je bila enakovredna Demeteri, eni od dvanajstih olimpskih bogov grške religije in mitologije; tako je Cerera postala ena od dvanajstih rimskih Di Consentes v Rimu, hči Saturna in Ops, Jupitrova sestra, mati Prozerpine Jupitrove in sestre Junone, Veste, Neptune in Dis. Znana mitologija Cerere se ne razlikuje od Demetrine:
»Ko je Cerera iskala po vsej zemlji s prižganimi baklami Prozerpino, ki jo je zasegel Dis Pater, jo je poklicala s kriki, kjer se srečujejo tri ali štiri ceste; iz tega je v njenih obredih veljalo, da se v določenih dneh na križiščih povsod objokuje matroae.«
Ovid primerja Cererino predanost lastnim potomcem do krave do teleta; toda tudi ona je kot povzročiteljica krvavega žrtvovanja živali, nuja pri obnovi življenja. Posebno sovraštvo goji do lastne žrtvovane živali, prašiča. Prašiči jo žalijo s svojim uničevanjem poljskih pridelkov pod njeno zaščito; in v mitu o Prozerpinini ugrabitvi na ravnicah Henna (sodobna Enna) so bile njene sledi poteptane. Če ne bi bilo njih, bi Cereri morda prizanesla trud in žalost zaradi njenega dolgotrajnega iskanja in ločitve. Enna je imela na Siciliji močne mitološke povezave s Cerero in Prozerpino in je bila najstarejše svetišče Cerere. Cvetje naj bi cvetelo vse leto na njeni 'čudežni ravnici'.

## Templji
Vitruvij (ok.. 80 - 15 pr. n. št.) opisuje tempelj Cerere v bližini Cirkusa Maksimusa (njen Aventinski tempelj) kot tipično araeostyle, ki ima široko razmaknjene podporne stebre, z arhitravi iz lesa in ne iz kamna. Ta vrsta templja je »nerodna, težka streha, nizka in široka, [njeni] pedimenti so okrašeni s kipi iz gline ali medenine, pozlačeni na toskanski način«. Priporoča, da bi bili templji Cerere postavljeni na podeželju: »na samotnem kraju izven mesta, kamor javnosti ni treba hoditi zato, da bi ji žrtvovali. To mesto naj bi se spoštovalo z verskim strahospoštovanjem in slovesnostjo obnašanja, s strani tistih, katerih zadeve so jih pripeljale do tega, da so ga obiskali«. V zgodnji cesarski dobi so vedeževalci Pliniju mlajšemu svetovali, naj Cereri obnovi starodaven, star in ozek tempelj na njegovi podeželski posesti v bližini Coma. Vseboval je starodaven leseni kultni kip boginje, ki ga je zamenjal. Čeprav je bilo to neuradno, so se zasebnega kulta (sacra privata) vsakoletnega praznika septembrskih Id, istega dne kot Epulum Jovis (v čast Jupitru), udeležili romarji iz vse regije. Plinij je to obnovo ocenil kot izpolnitev svoje državljanske in verske dolžnosti.

### Podobe Cerere
Iz njenih predaventinskih kultov ni nobene podobe Cerere; najzgodnejši datum do srednje republike  kaže helenizirajoč vpliv Demetrine ikonografije. Nekaj poznih republikanskih podob spominja na Cererino iskanje Prozerpine. Cerera nosi baklo, včasih dve in se vozi v kočiji, ki jo vlečejo kače; ali pa sedi na svetem kiste (skrinji), ki prikriva predmete skrivnostnih obredov. Včasih ima kaducej, simbol Paks (rimske boginje miru).  Augustovski reliefi kažejo njen nastanek, podoben rastlinam z zemlje, roke, ki jih prepletajo kače, raztegnjene roke, ki nosijo mak in pšenico, ali glavo, okronano s sadjem in trto. V stoječem kipu običajno nosi pšenično krono ali drži pšenični snop. Denarij republikanske dobe uporablja Cererino podobo, pšenična ušesa in girlande za oglaševanje svojih povezav z blaginjo in priljubljenimi interesi. Nekatere podobe cesarskega kovanca prikazujejo pomembne ženske člane cesarske družine kot Cerero ali z nekaterimi njenimi atributi.